# Mediaster brachiatus
Mediaster brachiatus är en sjöstjärneart som beskrevs av Shoji Goto 1914. Mediaster brachiatus ingår i släktet Mediaster och familjen ledsjöstjärnor. Inga underarter finns listade i Catalogue of Life.